# Lac de Vernant
Lac de Vernant, est un lac alpin artificiel (retenue collinaire), situé en Haute-Savoie, sur la commune des Carroz. Il sert notamment de réserve d'eau potable pour Flaine, raison pour laquelle la baignade y est interdite.